# Joseph Gist
Joseph Gist (* 12. Januar 1775 im Union County, Province of South Carolina; † 8. März 1836 in Pinckneyville, South Carolina) war ein US-amerikanischer Politiker. Zwischen 1821 und 1827 vertrat er den Bundesstaat South Carolina im US-Repräsentantenhaus.

## Werdegang
Im Jahr 1788 zog Joseph Gist mit seinen Eltern nach Charleston. Dort besuchte er die öffentlichen Schulen. Außerdem studierte er am College of Charleston. Nach einem anschließenden Jurastudium und seiner im Jahr 1799 erfolgten Zulassung als Rechtsanwalt begann er in Pinckneyville in seinem neuen Beruf zu praktizieren. Politisch wurde Gist Mitglied der Demokratisch-Republikanischen Partei. Zwischen 1802 und 1817 saß er als Abgeordneter im Repräsentantenhaus von South Carolina. Von 1809 bis 1821 war er auch Kurator des South Carolina College, der späteren University of South Carolina.
1820 wurde Gist im achten Wahlbezirk von South Carolina in das US-Repräsentantenhaus in Washington, D.C. gewählt, wo er am 4. März 1821 die Nachfolge von John McCreary antrat. Bei den folgenden Wahlen im Jahr 1822 kandidierte er im siebten Distrikt. Dort wurde er als Nachfolger von John Wilson erneut in den Kongress gewählt. Nach einer weiteren Bestätigung im Jahr 1824 konnte er bis zum 3. März 1827 insgesamt drei Legislaturperioden im Repräsentantenhaus absolvieren. In dieser Zeit zerfiel seine Partei in zwei Flügel. Gist schloss sich der Fraktion um den späteren Präsidenten Andrew Jackson an, aus der 1828 die Demokratische Partei entstand. Während seiner Zeit im Kongress fanden besonders heftige Auseinandersetzungen zwischen den Anhängern seiner Fraktion sowie denen von Präsident John Quincy Adams und Henry Clay statt.
Joseph Gist verzichtete 1826 auf eine weitere Kandidatur. In den folgenden Jahren arbeitete er wieder als Anwalt. Er starb am 8. März 1836 in Pinckneyville.